# Bathyclarias nyasensis
Bathyclarias nyasensis és una espècie de peix de la família dels clàrids i de l'ordre dels siluriformes que es troba a Àfrica: és una espècie de peix endèmica del llac Malawi. Els adults poden assolir els 100 cm de llargària total.